# Jean-Paul Teyssandier
Jean-Paul Teyssandier (né le 24 avril 1944, mort le 16 octobre 2019) est un ingénieur français du corps des Ponts et Chaussées, ancien élève de l'École polytechnique et de l'École nationale des ponts et chaussées. Il a notamment dirigé le projet du Pont Rion-Antirion. 

## Carrière
Jean-Paul Teyssandier est détaché en 1968 auprès du ministère des travaux publics de Madagascar, chargé des études et des travaux relatifs aux grands ponts de l'île.
En 1973, il est chargé, à la Direction départementale de l'Équipement du Haut-Rhin, de réaliser une partie des autoroutes A35 et A36 : rocade de Mulhouse, ponts, échangeur des autoroutes. Il réalise aussi le pont d'Ottmarsheim sur le Grand canal d'Alsace et le Rhin. 
Il est détaché en 1980 auprès du Département des Transports de Californie, pour une mission d'échanges en matière de technologie des infrastructures routières. 
En 1983, il devient directeur technique du groupe GTM (qui fusionnera avec le groupe Vinci en 2000), puis directeur chargé des grands projets en concession. À ce titre, il conçoit et participe à la réalisation du deuxième pont sur l'estuaire de la Severn au Royaume-Uni. 
À partir de 1987, il dirige le projet du Pont Rion-Antirion. En 1997, il devient PDG de la société concessionnaire en Grèce et dirige ce projet jusqu'à sa mise en service en 2004.
Il a été professeur de génie civil au Conservatoire national des arts et métiers de 1982 à 1995.
Il a été membre de l'Académie des technologies de 2005 à sa mort.

## Récompenses
Lauréat en 2006 du premier Grand prix national de l'ingénierie avec Gilles de Maublanc pour le Pont Rion-Antirion.  

## Décorations
Chevalier de la Légion d'honneur (Journal officiel du 1er janvier 2005)

## Sources
- « Jean-Paul Teyssandier - Académie des technologies », sur www.academie-technologies.fr (consulté le 9 février 2018)
- « Jean-Paul Teyssandier - Structurae », sur www.structurae.net (consulté le 7 novembre 2019)